# Józef Grzegorz Kurek
Józef Grzegorz Kurek (ur. 25 kwietnia 1953 w Kiczkach, zm. 4 stycznia 2025 w Mszczonowie) – polski samorządowiec, w latach 1981–1988 naczelnik Żabiej Woli, w latach 1988–1990 naczelnik, a w latach 1990–2025 burmistrz Mszczonowa. Był najdłużej urzędującym burmistrzem w Polsce.

## Życiorys
Syn Stanisława i Marii. Ukończył studia w Szkole Głównej Gospodarstwa Wiejskiego w Warszawie, podyplomowe studium pedagogiczne na tej samej uczelni, a także podyplomowe studium samorządu terytorialnego i rozwoju lokalnego na Uniwersytecie Warszawskim oraz podyplomowe studia z socjologii wsi na Uniwersytecie Mikołaja Kopernika.
W latach 1981–1988 pełnił funkcję naczelnika Żabiej Woli. W 1988 został mianowany naczelnikiem Mszczonowa. W wyniku pierwszych wolnych wyborów samorządowych w 1990 został wybrany na stanowisko burmistrza przez radnych. Reelekcję uzyskiwał w 1994 i 1998 (wybierany przez radę miejską) oraz 2002, 2006, 2010, 2014, 2018 i 2024 (w wyborach bezpośrednich).
W okresie PRL członek PZPR. W 1997 bez powodzenia ubiegał się o mandat poselski z ramienia Unii Wolności w województwie skierniewickim. W 2010 zasiadał w Narodowej Radzie Rozwoju przy prezydencie RP. Był długoletnim przewodniczącym Konwentu Wójtów, Burmistrzów i Prezydentów Województwa Mazowieckiego.
W wyborach parlamentarnych w 2015 wystartował do Sejmu VIII kadencji jako bezpartyjny kandydat z listy Prawa i Sprawiedliwości w okręgu płockim. Został wybrany na posła VIII kadencji, otrzymując 7848 głosów. Nie objął jednak mandatu, pozostając na urzędzie burmistrza.
Był także przewodniczącym rady nadzorczej spółki akcyjnej Geotermia Mazowiecka, w której gmina Mszczonów (według stanu na 2016) objęła ponad 21% akcji.
Zmarł na skutek zatrzymania akcji serca 4 stycznia 2025. Został pochowany na cmentarzu parafialnym przy ul. Tarczyńskiej w Mszczonowie.

## Działalność samorządowa
Jako burmistrz Mszczonowa Józef Grzegorz Kurek doprowadził do wykorzystania lokalnych wód termalnych, był także inicjatorem powstania dzielnic przemysłowych miasta. Dzięki jego zaangażowaniu we wchodzącej w skład gminy wsi Wręcza powstał park wodny Suntago – pierwszy w pełni zrealizowany etap budowy Park of Poland.
Dzięki dynamicznemu rozwojowi w okresie zarządzania gminą przez Józefa Grzegorza Kurka Mszczonów uzyskał przydomek Tygrysa Mazowsza.
Józef Grzegorz Kurek krytykowany był między innymi za autorytarny styl sprawowania władzy – podporządkowanie sobie rady miejskiej oraz nieliczenie się ze zdaniem mieszkańców i pomijanie ich w procesie decyzyjnym dotyczącym inwestycji.

## Życie prywatne
Był żonaty z Marią, miał córkę Katarzynę.

## Wyniki w wyborach bezpośrednich na burmistrza Mszczonowa
| Wybory | Komitet wyborczy | Komitet wyborczy                    | Organ                | Okręg                | Wynik         |
| ------ | ---------------- | ----------------------------------- | -------------------- | -------------------- | ------------- |
| 2002   |                  | KWW Forum Samorządowo-Rzemieślnicze | Burmistrz Mszczonowa | Burmistrz Mszczonowa | 3653 (79,73%) |
| 2006   | 3228 (92,28%)    | KWW Forum Samorządowo-Rzemieślnicze | Burmistrz Mszczonowa | Burmistrz Mszczonowa |               |
| 2010   |                  | KWW Forum Samorządowe Mszczonów     | Burmistrz Mszczonowa | Burmistrz Mszczonowa | 3269 (71,44%) |
| 2014   | 3407 (85,11%)    | KWW Forum Samorządowe Mszczonów     | Burmistrz Mszczonowa | Burmistrz Mszczonowa |               |
| 2018   | 3144 (67,92%)    | KWW Forum Samorządowe Mszczonów     | Burmistrz Mszczonowa | Burmistrz Mszczonowa |               |
| 2024   | 2467 (53,04%)    | KWW Forum Samorządowe Mszczonów     | Burmistrz Mszczonowa | Burmistrz Mszczonowa |               |

## Odznaczenia
- Krzyż Oficerski Orderu Odrodzenia Polski (2011)[28]
- Krzyż Kawalerski Orderu Odrodzenia Polski (2005)[29]
- Złoty Krzyż Zasługi (1998)[30]
- Srebrny Krzyż Zasługi (1985)[31]